# Lünette (Guillotine)

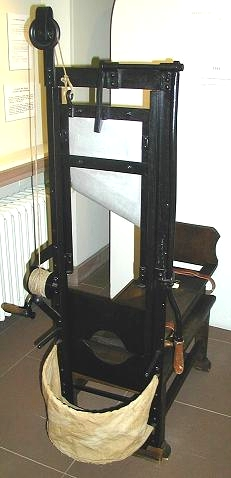
Die badische Guillotine (Nachbau, Städtisches Museum im Schloss Bruchsal)

Die Lünette ist ein Holzkragen zur Fixation des Kopfes bei der Hinrichtung auf der Guillotine. Diesen  gab es schon bei Vorläufern der Guillotine wie der sogenannten Diele, welche nur aus dem Schafott mit einem feststehenden unteren Holzrahmen und einem mit Schrauben verstellbaren oberen Rahmen bestand, zwischen denen dann der Kniende seinen Kopf festgespannt bekam, damit der Scharfrichter mit dem Beil die Enthauptung vornehmen konnte. Nicht alle Vorläufer hatten jedoch einen solchen Holzkragen. Die Scottish Maiden beispielsweise besaß ihn nicht.
Bei der Guillotine befindet sich die Lünette zwischen den beiden Pfosten, an denen das Beil vorbeigeführt wurde. Bei manchen Guillotinen oder sogenannten Fallschwertmaschinen, wie sie u. a. von Franz Xaver Reichhart und dessen Neffen Johann Reichhart verwendet wurden, waren sie mit Eisenblech beschlagen bzw. bestanden gänzlich aus Eisen, welches die Zuverlässigkeit der Maschine erhöhte. Das war z. B. bei der badischen Fallschwertmaschine der Fall.